# Stamnos
Stamnos er en antik græsk vasetype. Den kan minde om en amfora og blev brugt til at opbevare eller blande væsker i. En stamnos er fladere i formen end en amfora og har altid flad bund, så den kan stå op. Den har to vandrette hanke placeret højt på kroppen. 

## Eksterne Henvisninger
- Wikimedia Commons har flere filer relateret til Stamnos